# Độ cong chính

Bề mặt yên ngựa với các mặt phẳng trực giao theo hướng của các độ cong chính

Trong hình học vi phân, hai độ cong chính tại một điểm nhất định của một bề mặt là giá trị riêng của toán tử hình dạng tại điểm đó. Chúng đo độ lớn mà theo đó bề mặt bị uốn cong theo các hướng khác nhau tại điểm đó.

## Thảo luận
Tại mỗi điểm p của một bề mặt khả vi trong không gian Euclide 3 chiều, người ta có thể chọn một vectơ trực chuẩn. Một mặt phẳng trực chuẩn tại p là một mặt phẳng chứa vectơ trực chuẩn, và nó cắt mặt cong tại một đường cong phẳng, được gọi là mặt cắt trực chuẩn. Đường cong này nói chung sẽ có độ cong khác nhau cho các mặt phẳng trực chuẩn khác nhau tại p. Các độ cong chính tại p, ký hiệu là k1 và k2, là các giá trị lớn nhất và nhỏ nhất của độ cong này.